# 웨스트모얼랜드구

웨스트모얼랜드구의 위치

웨스트모얼랜드구(영어: Westmoreland Parish)는 자메이카 최서단에 위치한 구로 행정 중심지는 서배나라마르이며 면적은 807km2, 인구는 141,000명(2001년 기준)이다. 콘월주에 속하며 북쪽으로는 해노버구, 북동쪽으로는 세인트제임스구, 남동쪽으로는 세인트엘리자베스구와 접한다.